# Vaz/Obervaz
Vaz/Obervaz (rm. Vaz, niem. Obervaz) – miejscowość i gmina w Szwajcarii, w kantonie Gryzonia, w regionie Albula. Pod względem liczby mieszkańców jest największą gminą w regionie.

## Demografia
W Vaz/Obervaz mieszka 2 820 osób. W 2020 roku 22,1% populacji gminy stanowiły osoby urodzone poza Szwajcarią. 62,75 % mieszkańców posługuje się językiem niemieckim.

## Transport
Przez teren gminy przebiegają drogi główne nr 3 i nr 417.